# Гулнара Самитова-Галкина
Гулнара Самитова-Галкина (рус. Гульнара Искандеровна Самитова-Галкина; Набережније Челни, 9. јули 1978. Небережније Челни, Татарстан) је руска атлетичарка која је прва у историји освојила златну медаљу на Олимпијским играма у дисциплини 3.000 м са препрекама оборивши притом и светски рекорд.
Резултатом 8:58,81 Галкина је постала прва жена која је ову дисциплину трчала испод 9 минута.
Поред овог успеха Галкина је на Светском првенству у дворани 2004. у Будимпешти у дисциплини 1.500 m освојила друго место.

## Значајнији резултати
| Год. | Такмичење               | Дис.             | Место                | Плас. | Рез.       |
| ---- | ----------------------- | ---------------- | -------------------- | ----- | ---------- |
| 2003 | Светско првенство 2003. | 5.000 м          | Париз, Француска     | 7     | 14:54,38   |
| 2004 | Олимпијске игре 2004.   |                  | Атина, Грчка         | 6     | 15:02,30   |
| 2004 | Светско првенство 2004. | 1.500 м          | Будимпешта, Мађарска | 3     | 4:08,26    |
| 2003 | Куп Европе 2003.        | 3.000 м препреке | Фиренца, Италија     | 1     | 9:40,89    |
| 2007 | Светско првенство 2007  |                  | Осака, Јапан         | 7     | 9:30,24    |
| 2008 | Олимпијске игре 2008.   |                  | Пекинг, Кина         | 1     | 8:58,81 СР |
|      | Светско финале 2008.    |                  | Штутгарт, Немачка    | 1     | 9:21,73    |

## Лични рекорди
- на отвореном

800 м 2:01,40 2. август 2007. Тула, Русија
1.500 м 4:01,29 1. август 2004. Тула, Русија
1 миља 4:20,23 29. јуни 2007. Москва Русија
2.000 м 5:31,03 27. мај 2007. Сочи, Русија
3.000 м 8:42,96 24. мај 2008. Vila Real de S. António
5.000 м 14:33,13 19. јул 2008. Казањ, Русија
3.000 м препреке 8;58,8117. август 2008. Пекинг Русија
- у дворани

1.000 м 2:35,91 1. фебруар 2004. Москва, Русија
1.500 м 4:05,91 19. фебруар 2004. Москва, Русија
2.000 м 5:56,57 7. јануар 2004. Екатеринбург, Русија
3.000 м 8:41,72 17. фебруар 2004. Москва, Русија
3.000 м препреке 9:29,54 26. фебруар 2003. Москва, Русија